# Marfilmes
Marfilmes est une société de distribution, basée à Lisbonne, spécialisée dans la diffusion de films et de documentaires lusophones avec un accent particulier sur la production africaine. Marfilmes a récemment considérablement enrichi son fonds de films classiques africains grâce à sa coopération avec l’African Film Library. Une restauration de qualité à partir des négatifs originaux lui permet de proposer de titres rares et précieux de différentes origines et langues de ce continent, tout en gardant un lien particulier avec la production portugaise.

## Cinéma et documentaires africains
| Pays                | Réalisateur(s)                    | Film                                             | Année |
| Royaume-Uni         | Amy Hardie Arthur Howes           | Kafi's Story                                     | 1989  |
| Cap-Vert            | Ana Lúcia Ramos                   | Amílcar Cabral                                   | 2001  |
| Royaume-Uni         | Arthur Howes                      | Nuba Conversations                               | 2000  |
| France              | Christian Lajoumard               | Les enfants du Noma                              | 2005  |
| Mali                | Falaba Issa Traoré                | Bamunan                                          | 1990  |
| Portugal            | Fernando Vendrell                 | La lenteur de la lumière                         | 2002  |
| Guinée-Bissau       | Flora Gomes                       | Mortu Nega                                       | 1988  |
| Guinée-Bissau       | Flora Gomes                       | Les Yeux bleus de Yonta                          | 1992  |
| Portugal Angola     | Inês Gonçalves Kiluanje Liberdade | Hope The Pitanga Cherries Grow - Tales of Luanda | 2007  |
| Portugal Angola     | Inês Gonçalves Kiluanje Liberdade | Tchiloli, máscaras e mitos                       | 2009  |
| Portugal Angola     | Inês Gonçalves Kiluanje Liberdade | Luanda, a Fábrica da Musica                      | 2009  |
| Mozambique          | Isabel Noronha                    | Ngwenya, o Crocodilo                             | 2007  |
| République du Congo | Jean-Michel Tchissoukou           | M'Pongo                                          | 1982  |
| Cameroun            | Jean-Pierre Dikongué Pipa         | Muna Moto                                        | 1975  |
| Cameroun            | Jean-Pierre Dikongué Pipa         | Le Prix de la Liberté                            | 1978  |
| Cameroun            | Jean-Pierre Dikongué Pipa         | Histoires drôles, drôles de gens                 | 1983  |
| Cameroun            | Jean-Pierre Dikongué Pipa         | Badiaga                                          | 1987  |
| Portugal            | Jorge António                     | Outras frases                                    | 2003  |
| Cap-Vert            | Júlio Silvão Tavares              | Batuque, l'âme d'un peuple                       | 2007  |
| Royaume-Uni         | Karen Boswall                     | Marrabenta Stories                               | 2004  |
| Côte d'Ivoire       | Kozoloa Yeo                       | Petanqui                                         | 1983  |
| Cap-Vert            | Leão Lopes                        | Ilhéu da Contenda                                | 1995  |
| Burundi             | Léonce Ngabo                      | Gito, l’ingrat                                   | 1992  |
| Mozambique          | Licínio Azevedo                   | A Guerra da Água                                 | 1995  |
| Mozambique          | Licínio Azevedo                   | A ponte                                          | 2001  |
| Mozambique          | Licínio Azevedo                   | Désobéissance                                    | 2002  |
| Mozambique          | Licínio Azevedo                   | Mãos de barro                                    | 2003  |
| Mozambique          | Licínio Azevedo                   | Acampamento de Desminagem                        | 2005  |
| Mozambique          | Licínio Azevedo                   | O grande bazar                                   | 2006  |
| Mozambique          | Licínio Azevedo                   | Hóspedes da noite                                | 2007  |
| Mozambique          | Licínio Azevedo                   | A Ilha dos Espíritos                             | 2010  |
| Brésil              | Luciana Hees                      | O salão azul                                     | 2011  |
| Niger               | Moustapha Alassane                | F.V.V.A.: Femmes Voitures Villas Argent          | 1972  |
| Niger               | Moustapha Alassane                | Toula ou le génie des eaux                       | 1973  |
| Niger               | Oumarou Ganda                     | Saitane                                          | 1973  |
| Niger               | Oumarou Ganda                     | L'Exilé                                          | 1980  |
| Côte d'Ivoire       | Roger Gnoan M'Bala                | Ablakon                                          | 1986  |
| Côte d'Ivoire       | Roger Gnoan M'Bala                | Bouka                                            | 1988  |
| Côte d'Ivoire       | Roger Gnoan M'Bala                | Le Dipri                                         | 2009  |
| Côte d'Ivoire       | Roger Gnoan M'Bala                | Le Peuple Niambwa                                | 2009  |
| Suède               | Solveig Nordlund                  | Comédia Infantil                                 | 1998  |
| Portugal            | Teresa Prata                      | Terra Sonâmbula                                  | 2007  |

## Cinéma et documentaires portugais
| Réalisateur                     | Films                                        | L'année |
| ------------------------------- | -------------------------------------------- | ------- |
| Alberto Seixas Santos           | Brandos Costumes                             | 1975    |
| Alfred Ehrhardt                 | Portugal, Um País Junto Ao Mar               | 1952    |
| António da Cunha Telles         | O Cerco                                      | 1970    |
| António da Cunha Telles         | Meus Amigos                                  | 1974    |
| António da Cunha Telles         | Continuar a Viver ou Os Índios da Meia-Praia | 1976    |
| António da Cunha Telles         | Pandora                                      | 1993    |
| António da Cunha Telles         | Kiss Me                                      | 2004    |
| António de Macedo               | A Promessa                                   | 1972    |
| António de Macedo               | Domingo à Tarde                              | 1965    |
| Carlos Vilardebó                | Les Îles enchantées                          | 1965    |
| Fernando Lopes                  | O Fio do Horizonte                           | 1993    |
| J. Ernesto de Sousa             | Dom Roberto                                  | 1962    |
| João Botelho                    | Ici sur la Terre                             | 1993    |
| João Botelho                    | A Corte do Norte                             | 2009    |
| Joaquim Vieira                  | O Último Comunista                           | 2005    |
| Joaquim Vieira Fernanda Bizarro | Franco e Salazar - os Irmãos Ibéricos        | 2004    |
| Jom Tob Azulay                  | O Judeu                                      | 1995    |
| Jorge Brum do Canto             | A canção da Terra                            | 1938    |
| Jorge Paixão da Costa           | O Mistério da Estrada de Sintra              | 2007    |
| Leandro Ferreira                | Os Retornados ou os Restos do Império        | 2002    |
| Manuel Guimarães                | Saltimbancos                                 | 1951    |
| Manuel Guimarães                | Nazaré                                       | 1952    |
| Manuel Guimarães                | Vidas Sem Rumo                               | 1956    |
| Manuel Guimarães                | A Costureirinha da Sé                        | 1958    |
| Manuel Guimarães                | O Trigo e o Joio                             | 1965    |
| Nicholas Oulman                 | Com que Voz                                  | 2009    |
| Perdigão Queiroga               | O Milionário                                 | 1962    |
| Ricardo Costa                   | O Nosso Futebol                              | 1984    |
| Ricardo Costa                   | Brumas                                       | 2003    |
| Rui Simões                      | Se Podes Olhar Vêr, Se Podes Ver Repara      | 2004    |
| Solveig Nordlund                | Aparelho Voador a Baixa Altitude             | 2001    |
| Teresa Villaverde               | A Favor da Claridade                         | 2003    |
| Vicente Jorge Silva             | As Ilhas Desconhecidas                       | 2008    |

## Source
- (pt) Cet article est partiellement ou en totalité issu de l’article de Wikipédia en portugais intitulé « Marfilmes » (voir la liste des auteurs).